# Edgewater Park (Oklahoma)
Pour les articles homonymes, voir Edgewater Park.
Edgewater Park est une census-designated place du comté de Comanche, dans l'État d'Oklahoma, aux États-Unis. En 2020, elle compte une population de 262 habitants.